# Moisés Abrão
Moisés Abrão Neto (Cumari, 11 de novembro de 1945) é um economista, empresário e político brasileiro que foi senador pelo Tocantins.

## Biografia
Filho de Abdala Abrão e de Rita Gonçalves Abrão. Economista formado em 1971 pela Sociedade Unificada de Ensino Superior e Cultura fundou e presidiu em 1974 a Associação Goiana de Fibra e Descaroçamento (Algofibra), foi conselheiro da Associação Comercial e Industrial de Goiás (1976-1978) e presidiu por duas vezes o Sindicato da Indústria do Arroz do estado (1978-1980 e 1981-1983), além de ter fundado a Sociedade de Armazéns Gerais e, na iniciativa privada, duas transportadoras.
Eleito deputado estadual pelo PMDB em 1982, migrou para PDC e perdeu a eleição para senador em Goiás, mas elegeu-se para esse mesmo cargo pelo PDC do Tocantins em 1988 conquistando um mandato de seis anos. Em 1990 foi derrotado em segundo turno ao disputar o governo do estado contra o candidato do PMDB, Moisés Avelino. No correr de seu mandato filiou-se ao PPR mas não concorreu à reeleição em 1994.
Irmão da senadora Lúcia Vânia e cunhado de Irapuan Costa Júnior.